# Kerry Packer
Kerry Francis Bullmore Packer (* 17. Dezember 1937 in Sydney, Australien; † 26. Dezember 2005 ebenda) war ein australischer Medienunternehmer. Packer galt als der reichste Mann Australiens.

## Leben
Packer war der zweite Sohn von Sir Frank Packer und Gretel Bullmore. Nach dem Tod seines Vaters 1974 übernahm Kerry Packer die Geschäfte des Unternehmens Australian Consolidated Press (ACP), das 1933 gegründet wurde und viele der australischen Magazine und Zeitungen vertreibt. Unter seiner Führung wuchs die Firma und wurde 1994 zur Publishing and Broadcasting Limited. Das Unternehmen war an unterschiedlichen Medienunternehmen beteiligt. Hierzu gehörten unter anderem das Fernsehnetzwerk The Nine Network sowie einige Kapitalbeteiligungen an Bezahlfernseh-Angeboten. Die Leitung seines Medienimperiums übertrug er bereits 1998 an seinen Sohn James Packer.
Auf der jährlich erscheinenden Liste der reichsten Menschen des Forbes Magazine nahm er 2004 Platz 111 ein. Sein Vermögen wurde damals auf 5,2 Milliarden US-Dollar geschätzt.
Packer starb am 26. Dezember 2005 im Alter von 68 Jahren im Kreise seiner Familie. Er hatte eine lange Krankengeschichte von Herz- und Nierenerkrankungen und erhielt eine Nierentransplantation, die von seinem langjährigen Freund und Hubschrauberpiloten Nicholas Ross gespendet wurde. Er hinterließ seine Frau Roslyn Packer und die zwei gemeinsamen Kinder Gretel und James.